# فخاذين (ناطع)

تعديل مصدري - تعديل

فخاذين هي إحدى قرى عزلة وعله آل رقاب بمديرية ناطع التابعة لمحافظة البيضاء، بلغ تعداد سكانها 73 نسمة حسب تعداد اليمن لعام 2004.